# Educació inclusiva
L'educació inclusiva és, «un procés pel qual s'ofereix a tots els nens i nenes, sense distinció pel que fa a la capacitat, la raça o qualsevol altra diferència, l'oportunitat de continuar sent membres de les aules regulars i d'aprendre dels seus companys –i amb ells– a l'aula» S'hi concep la diversitat com un actiu valuós, no com un problema que caldria homogeneïtzar.
Té com a objectiu integrar l'alumnat propi de l'educació especial en grups ordinaris en classes heterogènies. Pot ser total o parcial (els alumnes tenen reforços específics o centres complementaris). Pot significar modificacions en el currículum o mitjans suplementaris (educadors, eines d'accés al coneixement, infraestructures adaptades) per tal d'integrar correctament aquests infants i joves en l'educació formal. El procés d'adaptació de cada persona sol estar supervisat per un consell específic o un psicopedagog i s'emmarca dins les accions generals d'atenció a la diversitat de qualsevol escola. A Espanya les successives lleis, des de la LOGSE, aposten per un sistema d'educació inclusiva per als menors d'edat.
L'educació inclusiva es guia pels principis següents:
- L'escola ha d'educar en el respecte dels drets humans i, per fer-ho, organitzar-se i funcionar d'acord amb els valors i principis democràtics.
- Tots els membres de la comunitat col·laboren per facilitar el creixement i desenvolupament personal i professional individual, alhora que el desenvolupament i la cohesió entre els iguals i amb els altres membres de la comunitat.
- La diversitat de totes les persones que componen la comunitat educativa es considera un fet valuós que contribueix a enriquir a tot el grup i afavorir la interdependència i la cohesió social.
- Es busca l'equitat i l'excel·lència per a tots els alumnes i es reconeix el seu dret a compartir un entorn educatiu comú en el qual cada persona sigui valorada per igual.
- L'atenció educativa va dirigida a la millora de l'aprenentatge de tot l'alumnat, per la qual cosa ha d'estar adaptada a les característiques individuals.
- La necessitat educativa es produeix quan l'oferta educativa no satisfà les necessitats individuals. Conseqüentment, la inclusió implica identificar i minimitzar les dificultats d'aprenentatge i la participació i maximitzar els recursos d'atenció educativa en tots dos processos.

## Marc normatiu
En concordança amb la Llei vigent d'educació, l'article 50 de la «Llei dels drets i les oportunitats en la infància i l'adolescència» (2010), estableix que els infants i els adolescents amb discapacitat tenen dret a gaudir d'un sistema educatiu inclusiu, amb accés a l'educació obligatòria en les mateixes condicions que els altres membres de la comunitat, sense exclusió per raó de discapacitat, i als ajustaments i suports necessaris per assolir el màxim desenvolupament acadèmic, personal i social. Aquesta Llei parteix del principi que es tracta d'una responsabilitat de tota la ciutadania i de tots els poders públics. Regula els drets i les mesures de protecció per als infants i adolescents, fent atenció als més vulnerables i als que troben limitacions o barreres per al desenvolupament o la participació.
La Llei d'accessibilitat (2014), té, com un dels seus objectius principals, aconseguir una societat inclusiva i accessible que permeti d'avançar cap a la plena autonomia de les persones, eviti la discriminació i propiciï la igualtat d'oportunitats per a tothom, especialment per a les persones que tenen discapacitats.
La normativa internacional també camina cap a un compromís amb la qualitat i l'equitat de l'educació per a tots els infants i joves en el marc d'un sistema educatiu inclusiu. La Convenció de les Nacions Unides sobre els Drets de les Persones amb Discapacitat (2006) advoca per l'escolarització inclusiva, i l'OCDE (2007) afirma que les circumstàncies individuals i socials no haurien de suposar un obstacle per a l'èxit educatiu. En aquesta mateixa direcció es pronuncia la UNESCO (2009) a través de les directrius sobre polítiques d'educació inclusiva, fent seu el contingut de la Declaració de Salamanca (1994) i desenvolupant-lo. L'Agència Europea per a les Necessitats Especials i l'Educació Inclusiva (2011) ha actualitzat les seves recomanacions als governs dels països membres assenyalant els principis bàsics que han de presidir la política educativa en l'àmbit de l'educació inclusiva.
A l'informe Repensar l'educació (2015) de la UNESCO, es desenvolupen aquestes directrius internacionals i se l'adapten als nous reptes culturals, socials, econòmics, científics i tecnològics del segle xxi. S'hi torna a insistir en el fet que l'educació inclusiva és un pilar fonamental per promoure la inclusió social. Destaca el paper dels docents i educadors com a agents impulsors d'aquests canvis.
La tecnologia digital, ha transformat la manera com les persones tenim accés a la informació i al coneixement i la manera com interactuem. Podem considerar que les tecnologies són clau per fomentar la inclusió social i són essencials per assegurar que els joves tinguin més oportunitats.
El Decret de l'atenció educativa a l'alumnat en el marc d'un sistema educatiu inclusiu, estableix un nou marc de referència perquè tots els centres del Servei d'Educació de Catalunya, i la comunitat educativa en general, puguin seguir avançant en la formació de ciutadans compromesos, crítics i actius en el desenvolupament just i solidari de la societat. Considera que un centre educatiu inclusiu és aquell que determina els fonaments psicoeducatius, formatius, ètics, de defensa de l'equitat i de justícia social que han de permetre crear la societat que desitgem, minvant el fracàs i l'exclusió i augmentant la qualitat educativa per a tots els alumnes sense excepcions. En la consecució d'aquesta escola, les famílies hi tenen un paper fonamental, a través de la col·laboració amb el centre educatiu i la participació activa.
Cal destacar que, aquest Decret, amplia els col·lectius amb necessitats específiques de suport educatiu (NESE) i considera que són:
- Els alumnes amb necessitats educatives especials associades a discapacitats físiques, intel·lectuals o sensorials, trastorns de l'espectre autista, trastorns greus de conducta, trastorns mentals, i malalties degeneratives greus i minoritàries.
- Els alumnes d'origen estranger amb necessitats educatives derivades de la incorporació tardana al sistema educatiu, de la falta de domini de la llengua vehicular dels aprenentatges i de l'escolaritat prèvia deficitària.
- Els alumnes amb necessitats educatives derivades de situacions socioeconòmiques i socioculturals especialment desfavorides.
- Els alumnes amb trastorns d'aprenentatge o de comunicació, entesos, aquests últims, com a trastorns que afecten l'adquisició i l'ús funcional del llenguatge.
- Els alumnes amb altes capacitats derivades de la superdotació intel·lectual, els talents simples i complexos i la precocitat.
- Els alumnes amb risc d'abandonament escolar prematur.

## El Paper de les Associacions de Discapacitats
Les diferents Associacions de Discapacitats tenen un paper molt important en la consecució d'objectius de l'Escola Inclusiva, ja que poden aportar experiència, eines i tècniques específiques que ajuden al desenvolupament d'objectes d'aprenentatge i mètodes didàctics. Alhora, col·laboren en la normalització i inclusió de les persones amb diversitat funcional a l'entorn familiar, social i educatiu.
L'ONCE és pionera en aquest aspecte, ja que forma part dels seus objectius fonamentals afavorir la plena inclusió escolar i social de l'alumnat amb ceguesa o deficiència visual greu, a través dels seus Serveis Educatius.
El model d'intervenció educativa que porta a terme es basa en la Inclusió educativa que recull la legislació al respecte, a través de convenis de col·laboració amb les administracions educatives de les diferents comunitats autònomes. A través d'aquests convenis, els alumnes compten amb tots els recursos dels sistema ordinari i, a més a més, els específics de l'ONCE mitjançant els seus Centres de Recursos Educatius (CRE), ubicats a Alacant, Barcelona, Madrid, Pontevedra i Sevilla, que donen serveis d'atenció directa i serveis complementaris.
Actualment, més del 98% d'alumnat amb discapacitat visual, s'escolaritza a col·legis ordinaris propers al seu domicili, seguint el currículum escolar oficial. Reben una atenció complementària en funció de les seves necessitats específiques relacionades amb la seva discapacitat visual (ensenyança dels sistema Braille, noves tecnologies, autonomia personal, orientació i mobilitat, competència social, etc), que li proporcionen els professionals especialitzats de l'organització

## Formació del professorat i de la família
La formació dels agents cap a una escola inclusiva és fonamental per poder atendre les necessitats de tot l'alumnat. Aprendre i comprendre les característiques dels i les alumnes serà un repte a afrontar tant per les famílies com per part dels mestres per poder oferir-los una resposta en l'àmbit escolar, familiar i social. És una tasca conjunta del professorat i de les famílies, que tenen cadascú necessitats de formació. Si des de l'escola i la família s'ajuda recíprocament, tots aprendran a conviure sempre des del respecte, la tolerància on no es critiqui ningú per les seves mancances i l'estímul del potencial de cadascú.
La formació del professorat ajuda a millorar els projectes educatius i és essencial per donar una resposta eficient a les necessitats educatives de l'alumnat, i encara més quan es tracta de formació adaptada a necessitats especials. Aquesta formació té tres eixos:
- Formació didàctica, per eixamplar el repertori d'estratègies didàctiques
- Formació ètica, per situar la formació en el context dels drets i deures de la societat
- Formació en investigació, per possibilitar la capacitat de recerca i d'avaluació i de comparació de mètodes i resultats

Les famílies sovint tenen problemes a l'hora d'afrontar una necessitat especial, i li cal una formació i un recolzament. Moltes no són conscients de la importància que té les conductes que tenen enfront d'aquest tipus d'educació, ja que els alumnes són un reflex de com les seves famílies actuen. L'escola ha d'ajudar-les, primer en facilitar que acceptin la diferència sense culpabilitat i en fer-les conscients del dret a una educació de qualitat per a tothom. A més ha de recolzar a les famílies en la intervenció. La coordinació entre famílies i docents és primordial perquè s'adquireixin hàbits de respecte i de conducta cap a tots els nens i nenes.

## Les TIC i l'educació inclusiva
Les TIC participen en l'eliminació de barreres i ajuden a donar respostes a les necessitats educatives. L'aplicació de les TIC a l'escola inclusiva fomenta cincs aspectes importants. El primer és la pràctica de l'autonomia personal amb el desenvolupament de treballs, el segon aspecte és l'existència d'un feedback immediat; el tercer tracta la millora de l'autoconcepte i l'entusiasme de l'alumne cap a l'escola; el quart és que les TIC ajuden a superar limitacions de dèficits motors, cognitius, sensorials dels alumnes; i el cinquè aspecte que contribueix les TIC a l'escola inclusiva és l'afavoriment de la comunicació entre els mestres i els alumnes, i entre els companys de la mateixa aula educativa.
L'Índex per a la inclusió (o Index for Inclusion, Tony Booth i Mel Ainscow, 2000) és una guia pràctica dirigida a tota la comunitat educativa, que serveix per treballar la inclusió en els centres escolars. L'objectiu principal d'aquest document és ajudar els professionals de l'educació a analitzar, reflexionar i avaluar les seves pròpies pràctiques escolars, basant-se en els valors de l'educació inclusiva. Sosté la idea que l'educació inclusiva és un procés, i no un destí; el qual té unes característiques singulars, depenent de la situació del centre educatiu, i que serveixen per adquirir aprenentatges.